# Клоповник Мейера
Клопо́вник Ме́йера (лат. Lepīdium meyēri) — многолетнее травянистое растение, вид рода Клоповник (Lepidium) семейства Капустные, или Крестоцветные (Brassicaceae). Включён в Красную книгу России.

## Ареал и среда обитания
Эндемичный вид меловых обнажений юго-востока европейской части России и Западного Казахстана. В России встречается в Ростовской, Оренбургской, Саратовской областях.
Как правило, для роста выбирает плотные и грубощебенчатые мелы, лишённые сомкнутого растительного покрова, предпочитает вершины холмов и склоны южной и юго-восточной экспозиции.

## Описание
Многолетнее растение. Полукустарник. Высота от 30 до 40 см. Корневая шейка сильно разветвлена.
Стебли многочисленные, при основании древеснеющие. Листья толстые, перисто-раздельные или цельные, сосредоточены у основания стебля.
Соцветие — кисть, сначала щитковидная, позднее вытягивающаяся. Цветки мелкие, белые.
Плоды — стручки, слегка сердцевидные, овальные.
Цветение в мае — июне, затем менее обильно цветёт по октябрь. Размножается семенами.

## Охрана
Помимо включения в Красную книгу России, включён в Красные книги следующих субъектов РФ: Волгоградская область, Воронежская область, Оренбургская область, Ростовская область, Саратовская область. Включён также в Красную книгу Казахстана.